# Cordelia Fine
Cordelia Fine, född 1975, är en kanadensisk-brittisk vetenskapsfilosof, psykolog och författare. Hon är professor vid University of Melbourne och har skrivit flera populärvetenskapliga böcker om social kognition, neurovetenskap och könsmyter. Hennes bok Testosteron rex vann 2017 Royal Society Science Book Prize. Fine har även myntat begreppet neurosexism och är en etablerad vetenskapskommunikatör. Hon har skrivit för bland annat The New York Times och The Guardian. År 2018 tilldelades hon Edinburghmedaljen(en) för sina vetenskapliga bidrag till mänsklighetens förståelse och välbefinnande.

## Biografi

### Tidigt liv och utbildning
Cordelia Fine föddes i Toronto, som barn till författaren Anne Fine och filosofen Kit Fine(en). Hon tillbringade sin uppväxt i flera olika delar av Nordamerika, inklusive Michigan, Arizona och Kalifornien, innan hennes familj bosatte sig i Edinburgh. Hennes föräldrar separerade när hon var tolv år, och hennes far flyttade senare tillbaka till USA. Hon studerade vid St George's School for Girls i Edinburgh och avlade kandidatexamen i experimentell psykologi vid Oxfords universitet, masterexamen i kriminologi vid universitetet i Cambridge och doktorsexamen i psykologi vid University College London.
Efter studier och arbete i London, där hon träffade sin blivande make, flyttade hon 2002 till Melbourne.

### Karriär
Efter sin doktorsexamen har Fine bedrivit forskning vid Monash University, Australian National University och Macquarie University. Mellan 2012 och 2016 var hon ARC Future Fellow vid Melbourne School of Psychological Sciences. Hon var fram till 2016 docent vid Melbourne Business School vid University of Melbourne. För närvarande (2025) är hon professor vid School of Historical and Philosophical Studies vid University of Melbourne.

### Författarskap
Fine har skrivit flera populärvetenskapliga böcker som behandlar social kognition, neurovetenskap och föreställningar om könsskillnader. Hennes första bok, A Mind of Its Own, beskriver hur hjärnan kan förvränga verkligheten genom olika kognitiva mekanismer.
I Delusions of Gender kritiserar Fine idéer om att mäns och kvinnors hjärnor är fundamentalt olika och att dessa skillnader förklarar samhälleliga könsskillnader. Hon menar att sådana påståenden ofta bygger på bristfälliga metoder och förutfattade meningar. Fine ifrågasätter också idén att könsneutrala samhällen skulle innebära att alla sociala skillnader måste vara biologiskt betingade. Boken fick beröm av forskare som Ben Barres, som menade att den borde vara obligatorisk läsning för neurobiologistudenter. Samtidigt har hon kritiserats av forskare som Margaret McCarthy och Gregory Ball, vilka anser att hon ger en ensidig bild av forskningen om könsskillnader.
Hennes tredje bok, Testosterone rex, argumenterar emot uppfattningen att biologiska faktorer som testosteron skapar inneboende könsskillnader i beteende och samhällsroller. Boken, som 2017 vann Royal Society Science Book Prize, har lyfts fram som ett viktigt bidrag till diskussionen om biologisk determinism. Fine har tillsammans med andra forskare, däribland Rebecca Jordan-Young, publicerat riktlinjer för att förbättra kvaliteten på forskning om könsskillnader.